# Wykeham
Wykeham is een civil parish in het bestuurlijke gebied Scarborough, in het Engelse graafschap North Yorkshire met 280 inwoners.